# Spectracanthicus murinus
Spectracanthicus murinus är en fiskart som beskrevs av Han Nijssen och Isbrücker, 1987. Spectracanthicus murinus ingår i släktet Spectracanthicus och familjen Loricariidae. Inga underarter finns listade i Catalogue of Life.